# Imenik liječnika Hrvatske liječničke komore
Imenik liječnika Hrvatske liječničke komore je javna knjiga u Republici Hrvatskoj koju vodi Hrvatska liječnička komora na temelju povjerenih javnih ovlasti.
Upis u Imenik liječnika je jedan od uvjeta za izdavanje odobrenja za samostalan rad liječnika (liječničke licence) u Hrvatskoj. Upis u Imenik liječnika obavlja se na osobni zahtjev liječnika koji udovoljava propisanim uvjetima. Upisanom liječniku izdaje se liječnička iskaznica. Liječnik se iz Imenika liječnika briše smrću, na osobni zahtjev ili odlukom disciplinskoga tijela Hrvatske liječničke komore. Uvjeti i postupak upisa u Imenik liječnika propisani su Zakonom o liječništvu i Pravilnikom o javnim knjigama i evidencijama Hrvatske liječničke komore.